# Kościół Miłosierdzia Bożego w Siedlcach
Kościół Miłosierdzia Bożego w Siedlcach – kościół murowany w stylu współczesnym, w Siedlcach przy ulicy Świętej Faustyny Kowalskiej 45.
Wybudowany w latach 1982–1986, staraniem ks. prałata Mieczysława Łuszczyńskiego. Konsekrowany 29 października 2000 roku przez ks. bp. Jana Wiktora Nowaka.
18 maja 2010 roku został odsłonięty pomnik Jana Pawła II.